# Osbertia chihuahuana
Osbertia chihuahuana là một loài thực vật có hoa trong họ Cúc. Loài này được B.L.Turner & S.D.Sundb. mô tả khoa học đầu tiên năm 1986.